# Внимание! Волки!
Внимание! Волки! — советский рисованный антифашистский мультипликационный фильм-памфлет, снятый в 1970 году на студии «Союзмультфильм» режиссёром Ефимом Гамбургом по сценарию, написанному Лазарем Лагиным по мотивам собственной повести «Белокурая бестия».

## Сюжет
Мальчик, воспитанный волками, был найден в альпийских горах. В приюте он снова становится человеком, но не забывает до конца животные повадки. Будучи на экскурсии в зоопарке, мальчик, вспомнив прошлое, возвращает в клетку сбежавшего волка. О его подвиге пишут газетные статьи, прочитав которые, мальчика похищают неизвестные лица с целью создания из него бессердечного человека-волка.

## Съёмочная группа
| Автор сценария            | Лазарь Лагин                                                              |
| Режиссёр                  | Ефим Гамбург                                                              |
| Художники-постановщики    | Эдуард Назаров, Юло-Ильмар Соостер                                        |
| Художник по фонам         | Гелий Аркадьев                                                            |
| Художники                 | А. Демыкин, Светлана Скребнева, Эрраст Трескин, Т. Червякова, Аркадий Шер |
| Художники-мультипликаторы | Геннадий Сокольский, Эльвира Маслова, Валерий Угаров, Леонид Носырев      |
| Электрография             | М. Петров                                                                 |
| Оператор                  | Александр Жуковский                                                       |
| Композитор                | Давид Кривицкий                                                           |
| Звукорежиссёр             | Георгий Мартынюк                                                          |
| Звуковое оформление       | Александр Баранов, Юрий Хржановский                                       |
| Текст читает              | Яков Смоленский                                                           |
| Автор текста              | Аркадий Снесарев                                                          |
| Ассистенты                | О. Ерофеева, Н. Палаткина                                                 |
| Монтажёр                  | Изабелла Герасимова                                                       |
| Редактор                  | Раиса Фричинская                                                          |
| Директор картины          | Фёдор Иванов                                                              |
| Консультант               | Лев Безыменский                                                           |

## Технические данные
| Название                      | Внимание! Волки!                                            |
| Возрастная категория          | 6+                                                          |
| Тип                           | рисованный                                                  |
| Цветность                     | цветной                                                     |
| Продолжительность             | 17 минут 54 секунды                                         |
| Количество серий              | 1                                                           |
| Киностудия                    | «Союзмультфильм»                                            |
| Дата производства             | 1970 год                                                    |
| Страна производства           | СССР                                                        |
| Особые отметки                | Памфлет по мотивам повести Лазаря Лагина «Белокурая бестия» |
| Разрешительное удостоверение  | № 214001115 от 3 февраля 2015 года                          |
| Права на использование фильма | Все права                                                   |

## Подготовительный и съёмочный процессы
Несмотря на то, что от студии «Союзмультфильм» постоянно требовали современную тему, производство политических памфлетов каждый раз запускалось с трудом. Взявшийся за экранизацию антифашистской ленты «Внимание! Волки!» по мотивам повести писателя-фантаста Лазаря Лагина «Белокурая бестия» режиссёр Ефим Гамбург проклял всё. Литературный сценарий утверждён не был, и Гамбургу пришлось писать три режиссёрских варианта. В подготовительный период съёмочная группа была запущена без оператора и художника. По ходу работы приходилось менять съёмочные решения. В уже готовый фильм пришлось вносить монтажные правки по требованию Главка. Лента получила вторую категорию, что не могло считаться ни провалом, ни успехом.

## Критика, отзывы
В 1971 году на страницах журнала «Советский экран» Лазарь Лагин рассказал о том, что ему посчастливилось работать с преданным делу сатиры режиссёром-первопроходцем жанра политического памфлета в мультипликации Ефимом Гамбургом, в результате чего появилась антифашистская мультипликационная лента «Внимание! Волки!».
Сергей Асенин в своей книге 1986 года «Мир мультфильма» отнёс антифашистский фильм-памфлет «Внимание! Волки!» к числу фильмов главного жанра в творчестве режиссёра Ефима Гамбурга — сатиры.
В 2002 году Наталья Кривуля на страницах своей книги «Лабиринты анимации» отметила, что под маской вечных тем в фильме «Внимание! Волки!» предстают злободневные проблемы современности, а реальность предстаёт в историко-культурологической перспективе. Сам фильм ориентирован на поэтику и эстетику псевдодокументализма, в нём представлен выступающий в качестве антитезы в отношении традиционного мультипликационного движения его гиперреальный тип, когда, основываясь на принципе эклера,
производится «удвоение» движений реальных актёров, со стилизацией и заострением экспрессивности их характера.
Сергей Капков на страницах книги 2006 года «Наши мультфильмы» отметил, что снятой в 1970 году режиссёром Ефимом Гамбургом по мотивам памфлета «Белокурая бестия» Лазаря Лагина антифашистской ленте «Внимание! Волки!», относящейся к непопулярному жанру советского кинематографа — политической сатире, участие художников Эдуарда Назарова и Юло Соостера помогло стать не только ярким киноплакатом, но и незаурядным художественным произведением.
По словам Ильи Маршака, опубликованным на сайте газеты «Вечерняя Москва» в 2013 году, высокохудожественный антифашистский фильм-памфлет Ефима Гамбурга «Внимание! Волки!» был очень популярен у зрителей и считается чуть ли не вершиной творчества режиссёра.

## Для дополнительного чтения
- mamaewnn. Волки вернулись, а где волкодавы? Живой Журнал (28 января 2018). Дата обращения: 25 июня 2023.